# Leopold von Vangerow

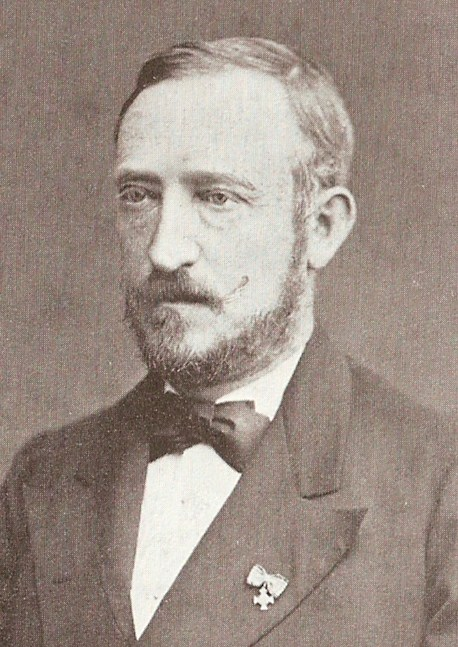
Leopold von Vangerow

 August Philipp Leopold von Vangerow  (* 15. April 1831 in Herford; † 22. Juni 1881 in Bremerhaven) war ein deutscher Verleger und Bremerhavener Kommunalpolitiker. 

## Biografie
Vangerow stammte aus einem alten pommerschen Adelsgeschlecht und war der Sohn des königlich preußischen Hauptmanns August von Vangerow (1797–1862) und der Herforder Kaufmannstochter Justine Sophie Schröder (1800–1857). Er absolvierte eine Lehre als Buchhändler. 1852 zog er von Herford nach Bremerhaven um eine Filiale der Buchhandlung Heyse aus Bremen aufzubauen. Er arbeitete zusammen mit dem Buchdrucker Otto Remmler. Beide gründeten das Wochenblatt an der Unterweser und sie übernahmen 1855 die Heyse-Buchhandlung. Seit 1856 gab er das Correspondenzblatt für Bremerhaven heraus. 1857 (andere Quellen 1855) waren er und Remmler Herausgeber der Provinzial-Zeitung in Lehe. 1864 erschien die Zeitung als prohannoversche, später nationalliberale Zeitung in Geestemünde. Sein Verlag brachte zudem Bücher und Broschüren heraus.  
1862 wurde Vangerow Mitglied des Gemeinderates von Bremerhaven. Er war von 1867 bis 1879 Vorsitzender des Gemeinderats und trat gegenüber dem Senat in Bremen für eine weitgehende Eigenständigkeit Bremerhavens ein. 1873 entstand auf seine Initiative die Stadtbibliothek. Die Auseinandersetzungen bei der Einführung der Stadtverfassung beendeten seine politische Laufbahn. Sein Ziel jedoch, dass Bremerhaven eine selbstständige Gemeinde im Land Bremen wurde, hat er nach der Annahme der Stadtverfassung vom 1. Oktober 1879 und der Bestellung eines hauptamtlichen Stadtdirektors (1880) erreicht. Er war Mitglied der Bremerhaver Freimaurerloge Zu den drei Ankern.
Vangerow heiratete am 24. September 1857 in Herford Anna Engelbrecht (* 28. Juli 1834 in Herford; † 30. September 1904 in Berlin), die Tochter des Heinrich Engelbrecht, Gutsbesitzer und Weingroßhändler in Amsen bei Herford, und der Henriette Charlotte Sengstake. Das Ehepaar hatte zwei Töchter und drei Söhne, von denen August von Vangerow  (1863–1935) den Verlag weiterführte.